# Royal Greens Golf & Country Club

Royal Greens Golf & Country Club, arabiska: رويال جرينز جولف آند كونتري كلوب, är en golfklubb som ligger i King Abdullah Economic City i provinsen Mecka i Saudiarabien. Golfklubben grundades i september 2017.
Golfbanan heter Al Murooj Golf Course och designades av Dave Sampson och European Golf Design. Den har 18 hål och är totalt cirka 6 309 meter (cirka 6 900 yards) lång. Par är 72.
Golfklubben har stått som värd för tävlingar på Asian Tour, Ladies European Tour och PGA European Tour. Den stod som värd för Liv Golf Invitational Jeddah i Liv Golf Invitational Series 2022 den 14–16 oktober 2022.